# Carlos Lett
Carlos Arturo Lett (ur. 1885, zm. 1956) – argentyński piłkarz, grający podczas kariery na pozycji napastnika.

## Kariera klubowa
Carlos Lett całą piłkarską karierę spędził w klubie Alumni AC, w którym występował w latach 1905–1911. 
Z Alumni sześciokrotnie zdobył mistrzostwo Argentyny w 1905, 1906, 1907, 1909, 1910 i 1911.

## Kariera reprezentacyjna
W reprezentacji Argentyny Browne występował w latach 1905–1911. W reprezentacji zadebiutował 15 sierpnia 1905 w zremisowanym 0-0 meczu z Urugwajem, którym był pierwszym meczem w ramach Copa Lipton.
Drugi i ostatni raz w reprezentacji Lett wystąpił dokładnie 6 lat po debiucie w przegranym 0-2 meczu z Urugwajem, w tych samych rozgrywkach.
| Mecze i gole w reprezentacji | Mecze i gole w reprezentacji | Mecze i gole w reprezentacji | Mecze i gole w reprezentacji | Mecze i gole w reprezentacji | Mecze i gole w reprezentacji | Mecze i gole w reprezentacji |
| #                            | Data                         | Miasto                       | Przeciwnik                   | Gol                          | Wynik                        | Rozgrywki                    |
| ---------------------------- | ---------------------------- | ---------------------------- | ---------------------------- | ---------------------------- | ---------------------------- | ---------------------------- |
| 1.                           | 15.08.1905                   | Buenos Aires                 | Urugwaj                      |                              | 0:0                          | Copa Lipton                  |
| 2.                           | 15.08.1911                   | Buenos Aires                 | Urugwaj                      |                              | 0:2                          | Copa Lipton                  |